# روبرتو ميخيا
روبرتو ميخيا (بالإنجليزية: Roberto Mejía)‏ هو لاعب كرة قاعدة دومينيكاوي، ولد في 14 أبريل 1972 في هاتو مايور في جمهورية الدومينيكان.

## وصلات خارجية
- روبرتو ميخيا على موقعبيزبول رفرنس.كوم (الدوري الرئيسي) (الإنجليزية)
- روبرتو ميخيا على موقعبيزبول رفرنس.كوم (الدوري الثانوي) (الإنجليزية)
- روبرتو ميخيا على موقع مشجعي الرسوم البيانية (الإنجليزية)